# Nowa Górka (Topola)
Nowa Górka – część wsi Topola w Polsce, położona w województwie świętokrzyskim, w powiecie kazimierskim, w gminie Skalbmierz.
W latach 1975–1998 Nowa Górka administracyjnie należała do województwa kieleckiego.